# الحسين التولالي
الحسين التولالي (من مواليد 1924 في حي تولال بمكناس، وتوفي 7 دجنبر 1998) كان فنان ملحون مغربيا، ويعتبر أبرز من أدى قصائد الملحون خلال القرن العشرين بالمغرب الأقصى. أنشأ الحاج حسين التولالي مدرسة خاصة لتدريس الملحون بهدف المحافظة عليه من الاندثار أمام غزو الفن الغربي واختلاط الأنماط الموسيقيّة، وقد كرّس كل حياته وإمكاناته لخدمة هذا الهدف، محاولا تجميع «القصيدة» من شيوخ أهل الذكر في تلك الفترة.

## حياته
ولد الحاج الحسين التولالي سنة 1924 بتولال ضواحي مدينة مكناس. لم يدخل الحسين للمدرسة، وترك خلال طفولته مهنته الأصلية كبائع ورود بسوق الجملة لمدينة فاس ليتوجه إلى دراسة الموسيقى الأندلسية في المعهد الوطني للموسيقى بدار جاما. تعدت شهرة الحاج حسين التولالي المغرب إلى فرنسا، حيث غنى في المعهد العربي بباريس فشد الجمهور وسحره بجمال صوته ورقة أحاسيسه. بعدها انضم الحاج حسين التولالي إلى أوركسترا مولاي أحمد مدغري وقدّم معها عدّة عروض واستفاد من تجربتهم ثم بعث مجموعته الخاصة «أوركسترا مكناس لموسيقى الملحون» بالتعاون مع الفنان محمد مربوح، محمد العولي وأحمد عقومي.
توفي الحاج حسين التولالي في 7 ديسمبر-كانون الثاني 1998 في مكناس عن عمر يناهز 74 سنة مخلفا إرثا ثقافيا وفنيا واسعا. أصدر الحاج حسين التولالي مجموعة من الأشرطة ضمّنها عدد من أغانيه التي شدّت إليها جمهور المستمعين ومن أشهر أشرطته نذكر، "الطرب الخالد"، روائع الملحون"، "ملحون مكناس"، "قصائد الملحون".